# Bauhinia kingii
Bauhinia kingii är en ärtväxtart som beskrevs av David Prain. Bauhinia kingii ingår i släktet Bauhinia och familjen ärtväxter. Inga underarter finns listade i Catalogue of Life.